# Burmezomus chaibassicus
Espèce
Synonymes
- Schizomus chaibassicus Bastawade 2002

Burmezomus chaibassicus est une espèce de schizomides de la famille des Hubbardiidae.

## Distribution
Cette espèce est endémique du Jharkhand en Inde,. Elle se rencontre entre Chaibasa et Chakradharpur.

## Description
La femelle holotype mesure 6,106 mm.

## Étymologie
Son nom d'espèce lui a été donné en référence au lieu de sa découverte, Chaibasa.

## Publication originale
- Bastawade 2002 : Two new species of schizomids from India with range extension for Schizomus tikaderi (Arachnida: Schizomida). Journal of the Bombay Natural History Society, vol. 99, no 1, p. 90-95 (texte intégral).